# Elysius itaunensis
Elysius itaunensis là một loài bướm đêm thuộc phân họ Arctiinae, họ Erebidae.